# Меркушин, Владимир Семёнович
Владимир Семёнович Меркушин (16 февраля 1947 — 16 мая 2024) — советский легкоатлет, специалист по бегу на длинные дистанции, кроссу и марафону. Выступал за сборную СССР по лёгкой атлетике в 1970-х годах, чемпион СССР, победитель и призёр первенств всесоюзного значения, участник ряда крупных международных стартов. Представлял Рязань, Минск и Вооружённые силы. Тренер по лёгкой атлетике. Мастер спорта СССР международного класса.

## Биография
Владимир Меркушин родился 16 февраля 1947 года. Занимался лёгкой атлетикой в Рязани и Минске под руководством заслуженного тренера СССР Александра Фёдоровича Агрызкина, выступал за Вооружённые силы.
Впервые заявил о себе на всесоюзном уровне в сезоне 1970 года, когда занял второе место в часовом забеге в Москве, преодолев дистанцию в 19 894 метра. Также финишировал четвёртым на марафоне во Львове.
В 1972 году одержал победу на чемпионате СССР по бегу на 30 км по шоссе в Ташкенте, стал пятым на марафоне в Ужгороде, седьмым в беге на 10 000 метров на чемпионате СССР в Москве.
В 1973 году занял 27-е место на чемпионате мира по кроссу в Варегеме, став при этом серебряным призёром мужского командного зачёта. Также в беге на 5000 метров выиграл бронзовые медали на чемпионате СССР в Москве и на Мемориале братьев Знаменских в Москве, превзошёл всех соперников в 30-километровом пробеге «Пушкин — Ленинград».
В 1974 году выиграл чемпионат СССР по бегу на 30 км в Евпатории и международный шоссейный старт в Хельсинки, в дисциплине 10 000 метров взял бронзу на Кубке Правды и на чемпионате СССР в Москве. Кроме того, был лучшим в полумарафонском забеге в бельгийском Визе, показав лучший результат мирового сезона —1:04:45.
В 1975 году был третьим в дисциплине 14 км на чемпионате СССР по кроссу в Тбилиси, в беге на 10 000 метров получил серебро на Мемориале Знаменских в Москве, финишировал четвёртым на чемпионате СССР в Москве.
В 1976 году на зимнем чемпионате СССР в Москве стал серебряным и бронзовым призёром на дистанциях 3000 и 5000 метров соответственно. Позднее показал 12-й результат на кроссовом чемпионате мира в Чепстоу, победил на кроссовом чемпионате СССР в Баку, стал шестым в беге на 10 000 метров на международном старте в Мюнхене, вновь выиграл пробег «Пушкин — Ленинград».
В 1977 году стал серебряным призёром на чемпионате СССР по кроссу в Тирасполе, занял 16-е место на чемпионате мира по кроссу в Дюссельдорфе, победил на международном шоссейном старте в Хельсинки, в дисциплине 5000 метров стал пятым на Мемориале Знаменских в Москве, в дисциплине 10 000 метров пришёл к финишу шестым на полуфинале Кубка Европы в Лондоне и третьим на чемпионате СССР в Москве.
В 1978 году был вторым на международном шоссейном старте в Хельсинки, в беге на 10 000 метров финишировал четвёртым на Мемориале Знаменских в Вильнюсе.
В 1979 году выиграл бронзовую медаль в дисциплине 14 км на кроссовом чемпионате СССР в Ессентуках, занял 68-е место на кроссовом чемпионате мира в Лимерике, получил серебро в финале XVIII Всесоюзного кросса на призы газеты «Правда» в Ереване, где разыгрывался чемпионат СССР по кроссу в дисциплине 12 км. На VII летней Спартакиаде народов СССР в Москве в беге на 10 000 метров пришёл к финишу шестым и стал бронзовым призёром чемпионата СССР в данной дисциплине.
В 1980 году завоевал серебряную награду на чемпионате СССР по кроссу во Фрунзе, с результатом 2:14:10 выиграл марафон в Ужгороде.
Впоследствии работал инструктором по физической культуре в Детско-юношеской спортивной школе «Лидер» в городе Касимов Рязанской области. Скончался 16 мая 2024 года.